# پلانی، ان
پلانی، ان (به فرانسوی: Plagne) یک کمون در فرانسه است که در Canton of Bellegarde-sur-Valserine واقع شده‌است.

## خصوصیات
پلانی ۶٫۲۰ کیلومترمربع مساحت و ۱۰۹ نفر جمعیت دارد و ۷۷۰ متر بالاتر از سطح دریا واقع شده‌است.